# Telmatherina antoniae
Telmatherina antoniae là một loài cá nước ngọt thuộc chi Telmatherina nằm trong họ Telmatherinidae. Loài này được mô tả lần đầu tiên vào năm 1991.

## Từ nguyên
Từ định danh của loài được đặt theo tên của Antionette Kottelat-Kloetzli, là vợ của tác giả Kottelat, vì “sự giúp sức của cô ấy trong toàn bộ quá trình nghiên cứu của dự án này cũng như nhiều dự án khác” (theo lời Kottelat).

## Phạm vi phân bố và môi trường sống
T. antoniae là một loài đặc hữu của đảo Sulawesi (Indonesia), và chỉ được tìm thấy ở hồ Matano.

## Loài bị đe dọa
Hoạt động khai thác mỏ và khai thác gỗ ven hồ Matano làm ảnh hưởng đến sự sinh sôi của Telmatherina, là những loài mà trứng của chúng phải bám vào thực vật thủy sinh và đá để phát triển. Đập nước xung quanh hồ Matano cũng được cho là đã làm xáo trộn chu kỳ sinh sản của những loài cá trong hồ, nhất là ở khu vực nước nông. Chất thải và nước thải từ các khu định cư gần đó đổ trực tiếp ra hồ, làm tăng mức độ bồi lắng gây ra sự suy giảm chất lượng môi trường sống. Chưa kể, những loài cá xâm lấn, đặc biệt là cá la hán và bầy con lai của nó, đang cạnh tranh và ăn thịt những loài cá đặc hữu trong hồ Matano. Vì vậy, hầu hết những loài Telmatherina đều đang trong tình trạng bị đe dọa, và T. antoniae được xếp vào Loài sắp bị đe dọa.

## Mô tả
Chiều dài cơ thể tối đa được ghi nhận ở T. antoniae là 8,5 cm. Loài này có vây lưng và vây hậu môn bo tròn. Nếu dựa vào kích thước cơ thể, T. antoniae được chia thành hai loại: T. antoniae "nhỏ" (chiều dài <5,5 cm và có thân mảnh) và T. antoniae "lớn" (chiều dài >6 cm và có thân to).
T. antoniae là loài đa hình, với ba kiểu hình màu cơ thể được biết đến ở cá đực là màu vàng, màu xanh đen hoặc vàng/xanh (thân xanh vây vàng). Ở nhóm Telmatherina "vây tròn" (bao gồm cả T. antoniae), cá cái có màu xám bạc, có thể hơi ánh màu xanh lam. Ba biến dị kiểu màu ở T. antoniae đực cũng đã được quan sát ở cá cái, nhưng các kiểu màu này ở cá cái có sắc độ và độ sáng kém hơn so với cá đực.

## Sinh thái học
Telmatherina sarasinorum đực được biết đến là một loài chuyên ăn trứng của những loài cá khác. Những con T. sarasinorum đực được nhìn thấy đã tán tỉnh và "dụ dỗ" những con T. antoniae cái đẻ trứng, và sau khi T. antoniae cái rời đi, T. sarasinorum đực đã ăn những quả trứng này. T. sarasinorum đực đôi khi cũng bảo vệ một cặp T. antoniae đang giao phối bằng cách chiến đấu với tất cả các loài cá khác đến gần, kể cả những con T. sarasinorum đực khác có ý định giành nguồn trứng với nó.